# Tore Persson (militär)
Tore Claes Vilhelm Persson, född 2 december 1924 i Skå församling, död 20 februari 2017 i Västerås, var en svensk officer i Flygvapnet.

## Biografi
Persson blev fänrik vid Hälsinge flygflottilj (F 15) 1947. Han befordrades till löjtnant 1949, till kapten 1956, till major 1960, överstelöjtnant 1965, överste 1968 och överste av första graden 1975. Mellan åren 1968 och 1975 var han flottiljchef för Västmanlands flygflottilj (F 1), och mellan åren 1975 och 1977 chef för flygsektionen vid Övre Norrlands militärområde (Milo ÖN).
Persson gifte sig år 1931 med Inga Lisa, tillsammans fick de två barn. Han är gravsatt i askgravlunden på Björlingska kyrkogården i Västerås.